# Todi de Puerto Rico
El todi de Puerto Rico (Todus mexicanus) és una espècie d'ocell de la família dels tòdids (Todidae) que habita boscos i matolls de Puerto Rico.
Com és habitual al gènere Todus és de colors brillants i té el dors verd i el ventre blanquinós, però a diferència de les altres espècies la zona vermella és reduïda i es limita a la gola. Amb 11 cm de longitud i 6 grams de pes, és el més petit dels coraciformes.
És insectívor, tot i que de vegades complementa la dieta dels seus polls amb fruits.